# Lasarte (Álava)
Lasarte es un concejo del municipio de Vitoria, en la provincia de Álava, País Vasco (España).

## Geografía
Está situado al suroeste del municipio de Vitoria, a 4 kilómetros del centro urbano, en las estribaciones de los montes de Vitoria, entre dos subafluentes del río Zadorra. Forma parte de la Zona Rural Suroeste de Vitoria.
Un paseo de 5,5 km por el Anillo Verde permite ir desde la Dehesa de Olárizu hasta Armentia pasando por Lasarte en aproximadamente una hora y media.

### Localidades limítrofes
|                       | Norte: Mendizorroza y Arechavaleta |                  |
| Oeste: Berrosteguieta |                                    | Este: Gardélegui |
|                       | Sur: Berrosteguieta y Gardélegui   |                  |

## Despoblado
Forma parte del concejo una fracción del despoblado de:
- Galbarreta.[1]

## Historia
El 4 de julio de 1135 el concejo fue objeto de donación en encomienda por parte de Sancho de Funes, obispo de Calahorra, en la persona de Pedro, arcediano de la casa de Armentia para sustento de los clérigos de ésta. Antiguamente floreció en este distrito el cultivo de viñas, como consta en el instrumento de 1258 por el que los caballeros de Álava cedieron al rey Alfonso X el Sabio las aldeas llamadas viejas. Según consta por una disposición fechada en Burgos el 13 de mayo de 1286, el rey Sancho IV de Castilla la donó a Vitoria. En esta localidad solía celebrar sus juntas el estado llano alavés tras la disolución de la Cofradía de Arriaga e incorporación de Álava a Castilla en 1332. Los hombres buenos de la jurisdicción de Vitoria constituyeron la Junta de Francos Infanzones de Lasarte.
A mediados del siglo XIX, cuando formaba parte del ayuntamiento de Ali, tenía 88 habitantes. Aparece descrito en el décimo tomo del Diccionario geográfico-estadístico-histórico de España y sus posesiones de Ultramar de Pascual Madoz de la siguiente manera:

LASARTE: l. ó ald. del ayunt. de Ali en la prov. de Alava, part. jud. de Vitoria (1 leg.), aud. terr. de Burgos, c. g. de las Provincias Vascongadas, dióc. de Calahorra (18): sit. en llano, clima templado; le combate el viento N. y se padecen dolores de costado. Tiene 20 casas, escuela de primera educacion para ambos sexos, frecuentada por 18 niños y 16 niñas y dotada con 24 fan. de trigo; igl. parr. (La Asuncion) servida por un beneficiado perpetuo con título de cura, de patronato del cabildo, y para surtido del vecindario una fuente de aguas comunes y saludables. El térm. confina N. Gardelegui; E. los montes del puerto de Vitoria; S. Berrosteguieta, y O. Armentia, comprendiendo en su radio varias alturas bien pobladas de árboles. El terreno es de buena calidad, y se halla fertilizado por un riach. que se dirige á la cap. de prov. caminos: el que conduce á Vitoria. prod.: trigo, cebada, avena, alholvas, yeros, habas y lentejas; cria de ganado vacuno y caballar: caza de codornices, perdices y liebres. ind.: ademas de la agricultura y ganaderia, hay un molino harinero. pobl.: 16 vec., 88 alm. riqueza. y contr.: con su ayunt. (V.)
(Madoz, 1847, p. 92)

Décadas después, ya en el siglo XX, se describe de la siguiente manera en el tomo de la Geografía general del País Vasco-Navarro dedicado a Álava y escrito por Vicente Vera y López:

Lasarte.—Aldea distante 3 kilómetros de Vitoria, con 21 viviendas, de las que son 18 de dos pisos y 3 están sin habitar. Su población asciende á 120 almas de hecho y derecho, de las que son 69 varones y 51 hembras. Su parroquia, rural de segunda clase, dedicada á la Asunción de Nuestra Señora, pertenece al arciprestazgo de Armentia. Tiene una escuela pública incompleta con clase para adultos. Confina, al N., con Gardélegui; al S., con Berrosteguieta; al E., con los montes del puerto de Vitoria y al O. con Armentia; su término, montuoso, está regado por un riachuelo que corre hacia Vitoria; las tierras son de buena calidad y producen cereales, legumbres, hortalizas y frutas. Pertence al vecindario el aprovechamiento del monte comunal de Zabalgana, plantado de robles y de 245 hectáreas de superficie; sus pastos les sirven para criar ganado vacuno, lanar y caballar. Comunica con Vitoria por un camino vecinal á dicha ciudad; fué donada por el rey D. Sancho IV en 1286, según consta en el privilegio fechado en Burgos el 13 de Mayo de la era de 1324 (año 1286), en el que se dice: «dámos la aldea que dicen de Lasarte, que nos hobiéron dado al tiempo que eramos infantes los caballeros de la cofradia de Alava, siendo llegados á su junta en el campo de Arriaga» y mandaba que los vecinos de la aldea fuesen juzgados por el fuero de Vitoria. El estado llano acostumbraba á celebrar sus juntas en Lasarte.
(Vera y López, 1915-1921, p. 353)

## Demografía
En 2018 Lasarte cuenta con una población de 200 habitantes según el Padrón Municipal de habitantes del Ayuntamiento de Vitoria.
| Gráfica de evolución demográfica de Lasarte (Álava) entre 2000 y 2018                                    |
| |
| Población (2000-2017) según los censos de población del INE. Población según el padrón municipal de 2018 |

## Cultura

### Patrimonio material

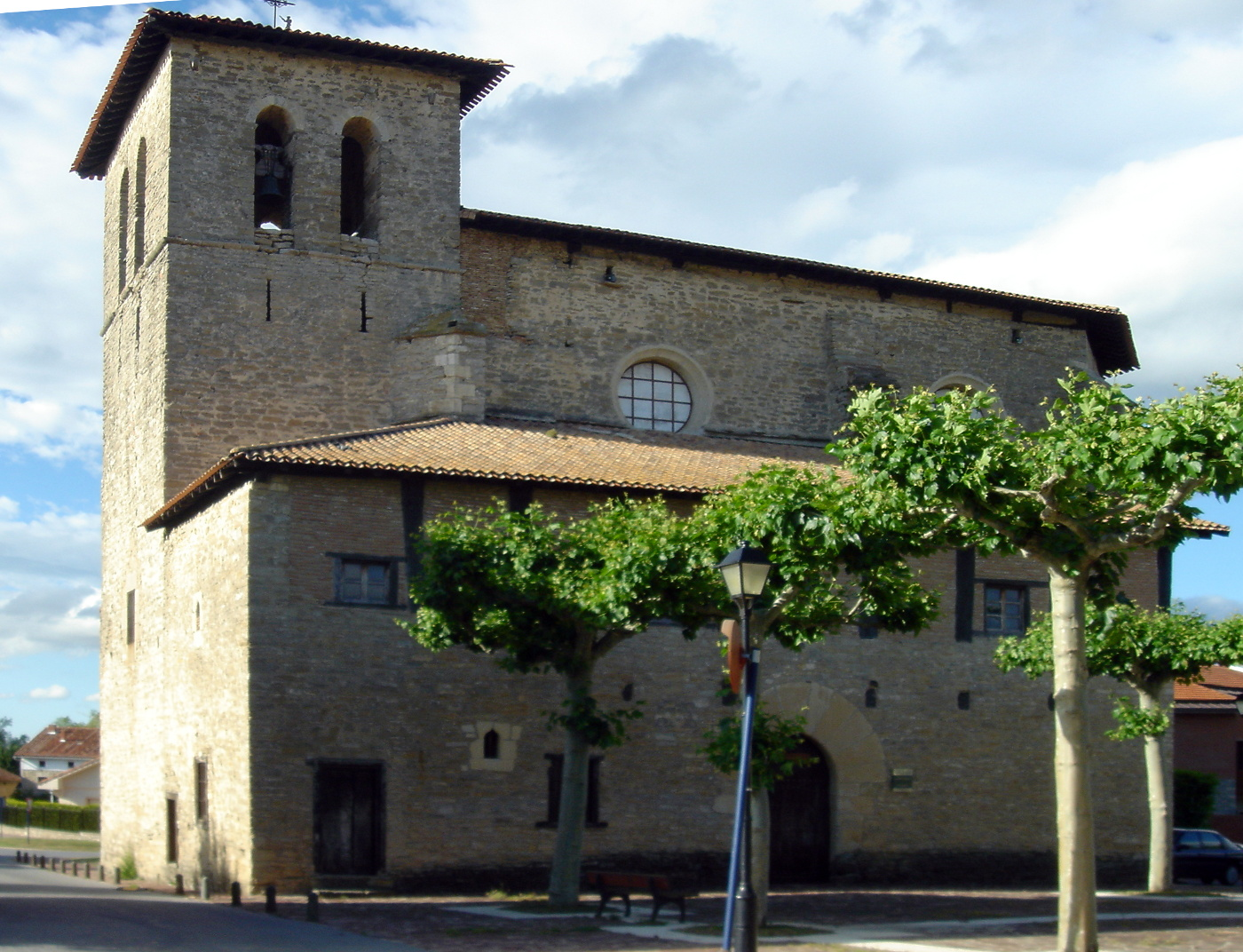
Iglesia de Nuestra Señora de la Asunción de Lasarte

- Iglesia de Nuestra Señora de La Asunción. Construida originalmente a finales del siglo XII o principios del XIII en arte románico, de este estilo conserva la portada y dos ventanales, que apuntan ya a la transición hacia el gótico. La mayor parte de la iglesia es gótica, del siglo XVI.[9] Las bóvedas que cubren la iglesia son de crucería estrellada adornada con unas hermosas claves realizadas antes de 1511, según reza una inscripción de letras góticas.[10]

### Patrimonio inmaterial
La vecindad del concejo era conocida con el apodo de los Cucus y celebraban su fiesta patronal el 20 de mayo.